# Ōe Kenzaburo
Oe Kenzaburo (大江 健三郎 Ōe Kenzaburō, Đại Giang Kiện Tam Lang) (tên khai sinh: Ōse Mura (大瀬村 Đại Giang Thôn), 31 tháng 1 năm 1935 – 3 tháng 3 năm 2023) là một nhà văn, nhà nhân văn Nhật Bản, đoạt giải Nobel Văn học năm 1994, tác giả của hơn 20 tiểu thuyết và nhiều tập truyện, là một trong những nhà văn lớn nhất của Nhật thế kỷ XX.

## Tiểu sử
Ōe sinh ở Uchiko, Nhật trong một gia đình có bảy người con, bố mất khi Ōe lên chín tuổi. Từ năm 18 tuổi học văn học Pháp ở Đại học Tokyo, viết luận văn tốt nghiệp về tác phẩm của Jean-Paul Sartre. Năm 1960 Ōe cưới con gái của một nhà đạo diễn điện ảnh nổi tiếng. Cũng trong năm này cùng đoàn nhà văn Nhật Bản thăm Trung Quốc, được gặp Chủ tịch Mao Trạch Đông. Năm 1961 là thành viên Hội đồng của Đại hội các nhà văn Á-Phi tổ chức ở Tokyo nhưng sau đó xin từ chức để phản đối Trung Quốc thử vũ khí hạt nhân. Thời gian tiếp đó, Ōe đi du lịch nhiều nước châu Á và châu Âu. Ở Paris, ông gặp Jean-Paul Sartre. Năm 1963 sinh con trai Hikari, bị dị tật vì ảnh hưởng của bom nguyên tử. Những năm 70-80-90 Ōe tiếp tục đi du lịch, đọc bài giảng ở các trường đại học và tham gia các hoạt động văn học ở nhiều nước trên thế giới.
Ông qua đời ngày 3 tháng 3 năm 2023 tại Tokyo.

## Sự nghiệp văn chương

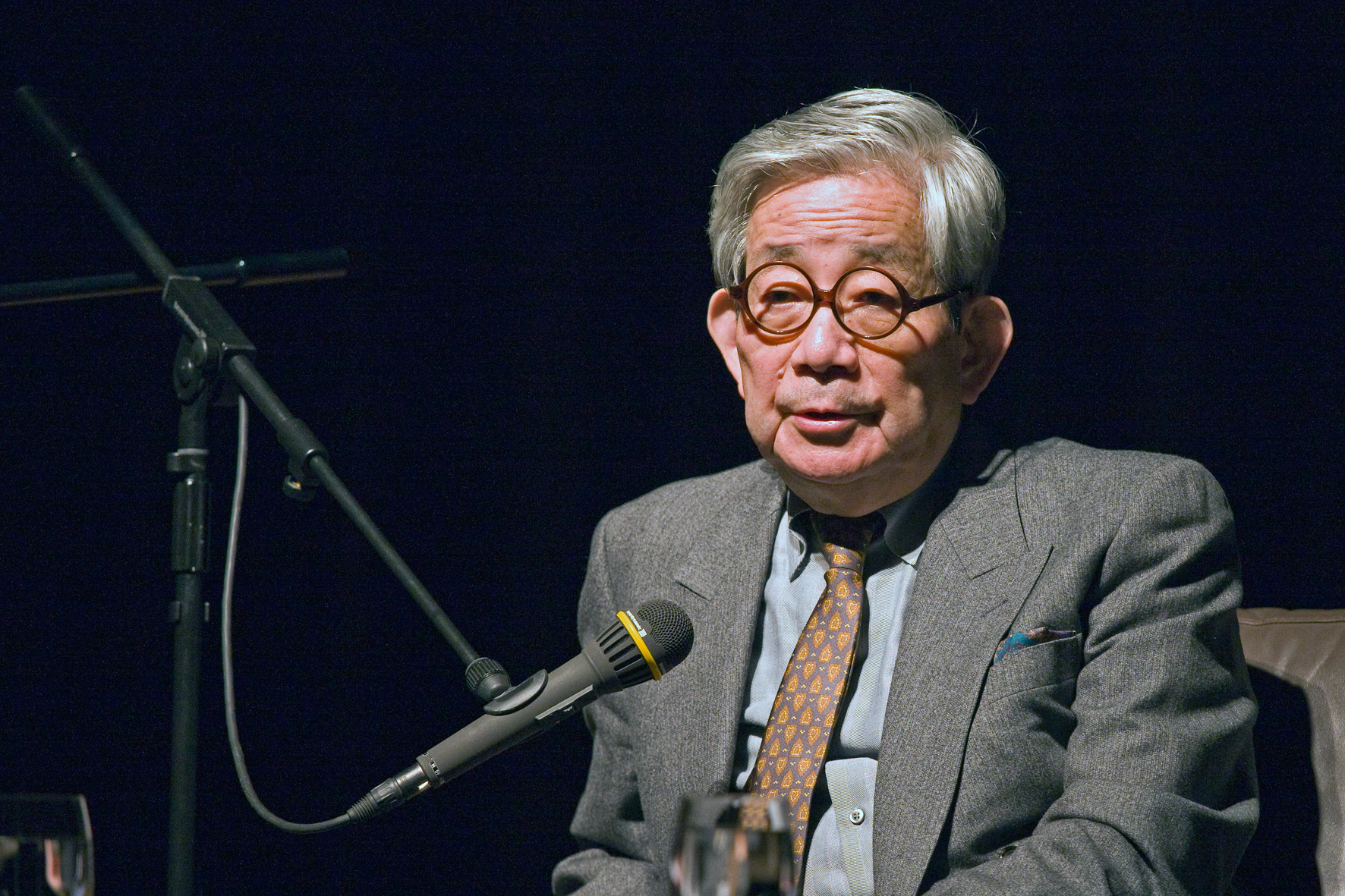
Oe Kenzaburo tại Viện văn hoá Nhật Bản Köln / Cologne (Đức), ngày 4 tháng 11 năm 2008

Ōe bắt đầu viết văn khi còn là sinh viên, năm 23 tuổi ông được giải thưởng Akutagawa cho thiên truyện Nuôi kẻ thù (1957). Năm 1958 ông xuất bản tiểu thuyết Hái nụ, giết trẻ viết về số phận một thanh niên nông thôn. Mười năm sau ông đã cho ra đời bộ tuyển tác phẩm của mình gồm 6 tập. Đến cuối thế kỉ XX, với hơn 40 năm cầm bút, Ōe có hơn 60 tác phẩm đã được dịch ra tiếng nước ngoài. Những tác phẩm tiêu biểu của ông có thể kể: tiểu thuyết Tuổi mười bảy (1961) kể về việc một thanh niên thuộc tổ chức phát xít mới 17 tuổi đã ám sát thủ lĩnh Đảng Dân chủ trong một cuộc mít tinh; Sổ tay Hiroshima (1965) viết về nạn nhân của vụ ném bom nguyên tử xuống nước Nhật; các tiểu thuyết Trận bóng đá năm Vạn Diên thứ nhất (1967); Hãy dạy chúng tôi thoát khỏi bệnh điên rồ của mình (1969); Nước ngập tận tâm hồn tôi (1973) nói về một thế giới phi lý của hận thù, sai lầm và hiểm họa nguyên tử. Năm 1994, Ōe là nhà văn Nhật Bản thứ hai nhận giải Nobel Văn học. Lễ mừng giải diễn ra cùng lúc với ngày hội trong gia đình: buổi hòa nhạc lớn do các nhạc công nổi tiếng nhất nước Nhật biểu diễn 10 tác phẩm của nhạc sĩ trẻ Hikari Oe. Trong lễ nhận giải Nobel, Ōe Kenzaburo đã đọc diễn từ Nobel với nhan đề: Sinh ra từ tính đa nghĩa của Nhật Bản (mà một số dịch giả đã dịch là Nhật Bản, sự nhập nhằng, và bản thân tôi), nối tiếp truyền thống của Kawabata Yasunari trước đó, vào năm 1968, với diễn từ Sinh ra từ vẻ đẹp của Nhật Bản. Ngoài giải Nobel, Ōe được tặng nhiều giải thưởng cao quý của Nhật và của nhiều nước trên thế giới.

## Tác phẩm
- ''Nuôi kẻ thù'' (Shiiku, 1957), truyện ngắn
- ''Công việc kì khôi'' (Kimyo na Shigoto, 1957), tiểu thuyết.
- ''Niềm kiêu hãnh của người chết'' (Shisha no ogori, 1957), truyện ngắn
- ''Hái nụ, giết trẻ'' (Memushiri kouchi, 1958), tiểu thuyết
- ''Đàn cừu nhân gian'' (Ningen no hitsuji, 1958), tiểu thuyết.
- ''Tuổi mười bảy'' (Sevuntin, 1961), tiểu thuyết [Seventeen].
- ''Tuổi trẻ tới muộn'' (The youth who came late, 1961), tiểu thuyết.
- ''Một vấn đề cá nhân'' (Kojinteki na taiken, 1964), tiểu thuyết
- ''Agui, con quái vật của bầu trời'' (Sora no kaibutsu Agui, 1964
- ''Sổ tay Hiroshima'' (Hiroshima noto, 1965), tiểu luận
- ''Trận bóng đá năm Vạn Diên thứ nhất'' (Mannen ganen no futtoboru, 1967), tiểu thuyết
- ''Hãy dạy chúng tôi thoát khỏi bệnh điên'' (Warera no kyụki wo ikinobiru michi wo oshieyo, 1969), tiểu thuyết
- ''Những ghi chép Okinaoa'' (Okinaoa noto, 1970), tiểu luận
- ''Nước ngập tận tâm hồn tôi'' (Kozui wa waga tamashii ni oyobi, 1973), tiểu thuyết
- ''Trò chơi đương đại'' (Dojidai gemu, 1979), truyền thuyết và lịch sử
- ''Hãy đứng lên, hỡi những chàng trai của thế hệ mới'' (Atarashii hito yo mezameyo, 1983), tiểu thuyết
- ''M/T và chuyện kể về những cánh rừng kì lạ'' (M/T to mori no fushigi no monogatari, 1986).
- ''Những bức thư gửi năm tháng ngọt ngào xa xưa'' (Na tsukashii toshi e no temgami, 1987), tiểu thuyết
- ''Họ hàng nhân sinh'' (Jinsei no shinseki, 1989)
- ''Cây xanh bốc cháy'' (The flaming green tree), tiểu thuyết bộ ba.
- ''Gia đình tự chữa lành'' (Kaifukusuru kazoku, 1995),
- ''Đánh tráo'' (Torikae ko (Chenjiringu), 2000), tiểu thuyết
- ''Vĩnh biệt sách của tôi'' (Sayōnara, watashi no hon yo!, 2005), tiểu thuyết
- (Routashi Anaberu rī souke dachitu mimakarit, 2007), tiểu thuyết
- ''Nước Tử'' (Sui shi, 2009), tiểu thuyết
- (Bannen Youshiki shū (In Reito Sutairu), 2013)

## Các bản dịch tiếng Việt
- Nuôi thù, Diễm Châu dịch, NXB Trình Bầy, Sài Gòn, 1970.
- Một nỗi đau riêng, Lê Ký Thương dịch, NXB Văn nghệ TPHCM, 1997.
- Tiếng thét câm lặng, Vương Hải Yến dịch, Công ty Văn hóa & Truyền thông Nhã Nam và NXB Văn học, Hà Nội, 2024.